# Vevo
Vevo — музыкальный видеосайт и видеохостинг. Совместное предприятие крупнейших звукозаписывающих корпораций Sony Music Entertainment (SME), Universal Music Group (UMG) и Warner Music Group (WMG).
Он базируется в Нью-Йорке и среди его акционеров, кроме UMG и SME, с 2013 года также есть Abu Dhabi Media и Google Inc., а с августа 2016 и Warner Music Group (WMG). Сервис был официально запущен 8 декабря 2009 года.

## История
Universal приобрёл доменное имя vevo.com 20 ноября 2008 года. В июне 2009 года было достигнуто соглашение с корпорацией Sony Music Entertainment. Официальный запуск видеосервиса был произведён 8 декабря 2009 года.
Vevo предлагает музыкальные видео от трёх крупнейших лейблов звукозаписи из «большой четверки»: Universal Music Group, Sony Music Entertainment и EMI. Четвёртый гигант отрасли корпорация Warner Music Group первоначально также предполагала размещать свой контент на сайте Vevo, но позже сформировала конкурирующий альянс с сетью MTV Networks. Но всё же, Warner загружает музыкальные видео своих артистов на Vevo. На сайте Vevo доступно более чем 45 000 видеоклипов. EMI предоставила сервису лицензию на свободное использование их музресурсов (видеоклипов). Сразу после запуска сайт стал одним из наиболее популярных и посещаемых музыкальных сайтов в США, опередив MySpace Music. В августе 2016 года и Warner Music Group (WMG) вошёл в состав акционеров Vevo.
Среди акционеров Sony Music Entertainment (SME; с 1991 + CBS Records; с 2008 + BMG), Universal Music Group (UMG; с 1999 + PolyGram; с 2012 + EMI, Virgin EMI Records) и Warner Music Group (WMG; с 2013 + EMI/Parlophone и EMI/Virgin Classics). На сайте показываются реферальные ссылки для заказа прослушиваемых песен через интернет-магазины Amazon MP3 и iTunes.
Для просмотра канала Vevo созданы специальные приложения для Apple iPhone (в 2010), Google TV, Android (в январе 2011), Windows Phone (в 2012).

## Доступность
Полностью видеохостинг Vevo.com доступен только в США, Великобритании, Канаде, Германии, Ирландии, Бразилии, Австралии, Новой Зеландии, Италии, Франции, Испании, Нидерландах, Польше и Мексике. В Великобритании и Ирландии сервис Vevo был запущен 26 апреля 2011 года. В других случаях действуют ограничения на просмотр (при этом возможен частичный просмотр клипов Vevo через их выделенный канал на YouTube). При просмотре в других странах может появляться сообщение, что это видео заблокировано в вашей стране на основании авторских прав (This video contains content from Vevo, who has blocked it in your country on copyright grounds).
В мае 2018 года Vevo прекратило работу как отдельный видеохостинг, отключило функционал сайта и приложения, для сосредоточения на YouTube.

## Рекорды просмотров за 24 часа
С 28 августа 2017 года рекорд Vevo по числу просмотров за первые 24 часа релиза удерживает видеоклип «Look What You Made Me Do» американской певицы Тейлор Свифт. За это время его просмотрели 43,2 млн раз, что больше предыдущего рекорда на 27,7 млн, установленного в 2015 году хитом «Hello» (Адель). Число лайков достигло 1 млн за 24 часа (при 232 000 дизлайков).
Также он побил общий рекорд YouTube для музыкальных клипов по просмотрам за первые сутки в 38,4 млн, установленный в 2013 году хитом «Gentleman» корейца Psy. Однако, этот рекорд Сая не был засчитан, так как не появился на сайте Vevo и не был с ним ассоциирован в первые 4 дня после появления на канале YouTube.
Также не засчитан рекорд, установленный 24 августа 2018 года (без учёта кинотрейлеров) за первые 24 часа релиза видеоклипа «Idol» корейской группы BTS (более 45 млн, но он не был загружен через Vevo).
| Место                       | Название видео             | Исполнитель                             | Просмотры (млн) | Число дней рекорда | Дата рекорда     | Ссылка |
| --------------------------- | -------------------------- | --------------------------------------- | --------------- | ------------------ | ---------------- | ------ |
| 1.                          | «Me!»                      | Тейлор Свифт при участии Brendon Urie   | 65,2            | 2273 (по сей день) | 26 апреля 2019   | [ 29 ] |
| 2.                          | «Thank U, Next»            | Ариана Гранде                           | 55,4            | 147                | 30 ноября 2018   | [ 30 ] |
| 3.                          | «Look What You Made Me Do» | Тейлор Свифт                            | 43,2            | 460                | 28 августа 2017  | [ 31 ] |
| 4.                          | «Hello»                    | Адель                                   | 27,7            | 675                | 23 октября 2015  | [ 32 ] |
| 5.                          | «Bad Blood»                | Тейлор Свифт при участии Kendrick Lamar | 20,1            | 158                | 18 мая 2015      | [ 33 ] |
| 6.                          | «Anaconda»                 | Ники Минаж                              | 19,6            | 271                | 19 августа 2014  | [ 34 ] |
| 7.                          | «Wrecking Ball»            | Майли Сайрус                            | 19,3            | 344                | 9 сентября 2013  | [ 35 ] |
| 8.                          | «Best Song Ever»           | One Direction                           | 10.9            | 49                 | 22 июля 2013     | [ 36 ] |
| 9.                          | «We Can't Stop»            | Майли Сайрус                            | 10,7            | 33                 | 19 июня 2013     | [ 37 ] |
| 10.                         | «Beauty and a Beat»        | Джастин Бибер при участии Ники Минаж    | 10,6            | 250                | 12 октября 2012  | [ 38 ] |
| 11.                         | «Live While We're Young»   | One Direction                           | 8,2             | 22                 | 20 сентября 2012 | [ 39 ] |
| 12.                         | «Boyfriend»                | Джастин Бибер                           | 8,9             | 140                | 3 мая 2012       | [ 40 ] |
| 13.                         | «Stupid Hoe»               | Ники Минаж                              | 4,8             | 101                | 20 января 2012   | [ 41 ] |
| Данные на 12 июня 2019 года |                            |                                         |                 |                    |                  |        |